# Ernest Lichtenberger
Ernest Lichtenberger (geboren am 22. September 1847 in Strasbourg, Bas-Rhin; gestorben am 4. Dezember 1913 in Versailles) war ein französischer Universitätsprofessor und Germanist.

## Biografie
Ernest Lichtenberger besuchte zunächst das Pariser Lycée Louis-le-Grand, bevor er an das Collège Sainte-Barbe wechselte, das er schließlich mit dem Baccalauréat (Abitur) abschloss. Daraufhin erwarb er den akademischen Grad der französischen Licence und bestand 1873 die Agrégation (Staatsprüfung für das höhere Lehramt) in Deutsch.
Lichtenbergers akademische Laufbahn begann mit einer Stelle als Gymnasiallehrer von 1870 bis 1874. Im Jahr 1878 wurde Ernest Lichtenberger Maître de conférences für fremdsprachige Literatur an der Fakultät für Geisteswissenschaften in Nancy. Am 4. Januar 1878 verteidigte er seine beiden Doktorarbeiten der Literatur an der Fakultät von Paris. Dabei handelte es sich um eine Studie über die lyrischen Gedichte von Johann Wolfgang von Goethe, geschrieben in französischer Sprache und eine Arbeit in Latein, bei der er sich mit den Gedichten von Shakespeare befasste.
Zwei Jahre später wurde er Dozent für germanische Sprache und Literatur am Collège de Sorbonne. Dort war er ab 1881 als Stellvertreter des Literaturwissenschaftler Alfred Mézières tätig und lehrte bis zu seinem Ruhestand im Jahr 1907 als Professor für ausländische Sprache und Literatur an der philosophischen Fakultät in Paris.

## Veröffentlichungen (Auswahl)
Zu den von Ernest Lichtenberger verfassten Werken gehören:
- Le Faust de Goethe (1911)
- Faust devant l'humanité (1905)
- Étude sur quelques scènes du Faust de Goethe (1899)
- Götz von Berlichingen (1885) mit Ernest Lichtenberger als wissenschaftlichem Herausgeber
- Étude sur les poésies lyriques de Goethe (1882)
- Le théâtre de Goethe (1882)
- Étude sur les poésies lyriques de Goethe, (Doktorarbeit, 1878)
- De Carminibus Shakesperi cum nova Thorpianae inscriptionis interpretatione, (Doktorarbeit, 1878)

## Auszeichnungen
Im Jahr 1878 erhielt Lichtenberger den Prix Pordin der Académie française. 1897 wurde er zum Chevalier de la Légion d’honneur ernannt.